# Rubus continentalis
Rubus continentalis là loài thực vật có hoa trong họ Hoa hồng. Loài này được (Focke) L.H. Bailey miêu tả khoa học đầu tiên năm 1923.